# Râul Ursu, Slănic
Râul Ursu este un curs de apă, afluent al râului Slănic. 

## Hărți
- Harta Județului Buzău